# Gnoma australis
Gnoma australis es una especie de escarabajo longicornio del género Gnoma, tribu Gnomini, subfamilia Lamiinae. Fue descrita científicamente por Schwarzer en 1926.
La especie se mantiene activa durante los meses de junio y julio.

## Descripción
Mide 13-28 milímetros de longitud.

## Distribución
Se distribuye por Australia.